# Никитин, Владимир Семёнович
Влади́мир Семёнович Ники́тин (род. 13 сентября 1951, Краснослободск, Волгоградская область) — генеральный директор Крыловского государственного научного центра Санкт-Петербург; доктор технических наук (2003); профессор (2005).
Президент Общероссийской общественной организации “Российское научно-техническое общество судостроителей имени академика А.Н. Крылова”, советник Президента АО «ОСК»

## Биография

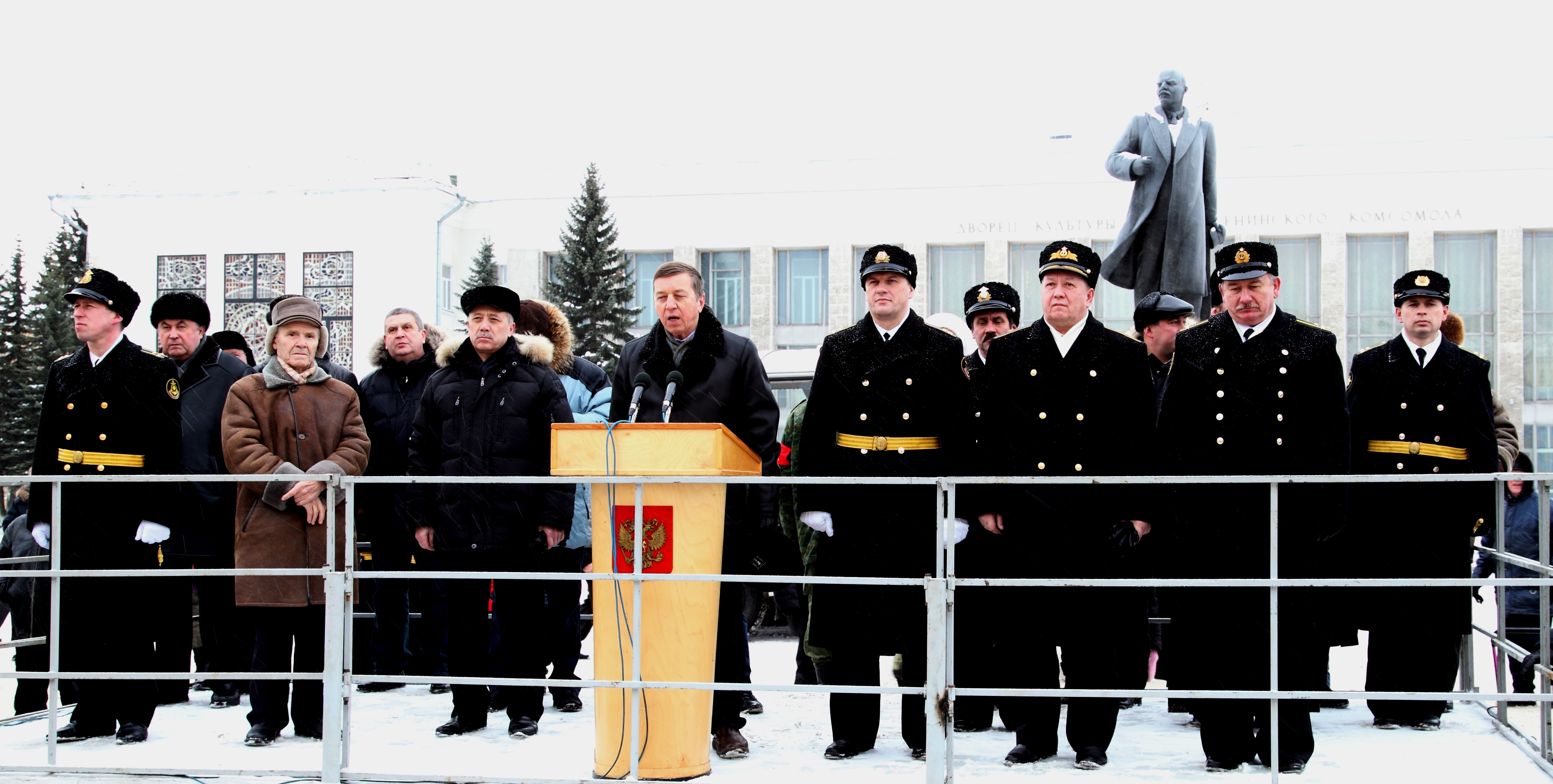
В. С. Никитин выступает на параде, посвящённом Дню защитника Отечества (23 февраля 2012 года)

С 1974 г., окончив Волгоградский политехнический институт (специальность — механическое оборудование автоматических установок), работал на машиностроительном предприятии «Звёздочка»: помощник строителя кораблей, заместитель главного инженера, заместитель генерального директора — начальник отдела гражданского судостроения и маркетинга (1994—1998).
В 1998—2007 гг. — генеральный директор ФГУП «Научно-исследовательское проектно-технологическое бюро „Онега“».
С 7 августа 2007 г- 31 марта 2015 г. — генеральный директор ФГУП / ОАО «Центр судоремонта „Звёздочка“». Одновременно — профессор Севмашвтуза.
С 31 марта 2015 года — руководитель ФГУП «Крыловский ГНЦ» (Санкт-Петербург)
В 2009 году избран депутатом областного Собрания депутатов Архангельской области.

### Семья
Жена — Татьяна Петровна; три сына.

## Научная деятельность
Основные направления научных исследований: совершенствование показателей долговечности, ремонтопригодности и технологичности оборудования и конструкций атомных подводных лодок; обеспечение экологической безопасности на различных этапах комплексной утилизации АПЛ; математическое моделирование количественной оценки безопасности и управления рисками при утилизации сложных энергонасыщенных объектов; создание системы радиационного мониторинга и аварийного реагирования Архангельской области.
В 1993 г. защитил кандидатскую («Модернизация конструкций приемно-отливных комплексов подводных лодок второго поколения в процессе ремонта»), в 2003 — докторскую диссертацию («Обеспечение ядерной, радиационной и химической безопасности утилизации атомных подводных лодок»). Стажировался в Швеции (1989), Франции (1999, 2003), Англии (1999), Нидерландах (2003), Норвегии (2006), Германии (2006).
Участвует в международных форумах и конференциях по вопросам утилизации многоцелевых АПЛ, повышения ядерной безопасности, обращения с радиоактивными отходами.
Состоит в Центральном правлении Ядерного общества России; Центральном правлении Научно-технического общества имени акад. А. Н. Крылова; является действительным членом АИН Российской Федерации, членом редакционной коллегии журнала «Судостроение», председателем редакционной коллегии бюллетеня «Вопросы утилизации АПЛ», членом-корреспондентом РАЕН.
Автор более 100 научных работ.

### Избранные труды
- Оценка радиационного и химического рисков утилизации АПЛ «Курск». — СПб., 2003.
- Общесудовые и специальные системы и устройства // Энциклопедия «Машиностроение» в 40 томах. — Т. 4. — С. 20.
- Корабли и суда. — СПб., 2003.
- Морские инженерные сооружения. — Ч. I. Морские буровые установки. — СПб., 2003.

## Награды и премии
- Государственная премия России в области науки и техники (2004) — за работу «Разработка и промышленное освоение экологически безопасных технологий комплексной утилизации атомных подводных лодок на предприятиях Россудостроения»
- Премия Правительства Российской Федерации в области науки и техники (1999) — за работу «Совершенствование технологии и повышение экономической эффективности ремонта атомных подводных лодок за счет продления сроков службы и ресурса оборудования»
- медаль «За трудовую доблесть» (1976)
- медаль «300 лет Российскому флоту»
- медаль «Адмирал Кузнецов»
- звание «Почетный судостроитель отрасли»
- звание «Заслуженный машиностроитель Российской Федерации» (2004)
- нагрудный знак «За заслуги перед Северодвинском»
- медаль «За отличие в морской деятельности» (2009)
- премия имени М. В. Ломоносова (2009) — за монографию «Вывод из эксплуатации объектов использования атомной энергии».